# روزایفکا
شهر روزایفکا (به روسی: Рузаевка) در کشور روسیه و در جمهوری موردوویا واقع شده‌است.